# Daouda Kamilou
Daouda Kamilou (Agadez, 29 dicembre 1987) è un ex calciatore nigerino, di ruolo attaccante.

## Carriera

### Club
Nel corso degli anni ha complessivamente giocato 21 partite e segnato 8 gol nella CAF Champions League più 5 partite con 5 gol nella CAF Confederation Cup. Attualmente gioca nel Saoura, squadra del campionato algerino, con cui ha esordito il 23 febbraio 2013, andando anche in gol. Dopo aver giocato altre due partite di campionato, entrambe da titolare, gli viene rescisso il contratto e rimane così svincolato. In seguito è tornato a vestire la maglia del Cotonsport Garoua, con cui ha segnato un gol in 6 presenze nella CAF Champions League e 5 gol in 4 presenze nella CAF Confederation Cup. Lascia la squadra nel 2015 per trasferirsi in Sudan al Khartoum Club; nel 2016 fa ritorno per la terza volta in carriera al Cotonsport Garoua, rimanendovi fino al ritiro nel 2023: in questa sua terza parentesi con il club, totalizza altre 12 presenze ed un gol in CAF Champions League e 15 presenze con un gol in Coppa della Confederazione CAF.

### Nazionale
Fa parte della nazionale del suo Paese dal 2007; ha preso parte alla Coppa d'Africa 2012, nella quale è sceso in campo in due occasioni senza mai segnare. Viene convocato anche per disputare la Coppa d'Africa 2013.

## Palmarès

### Club

#### Competizioni nazionali
- Campionato camerunese: 7

Cotonsport Garoua: 2007, 2008, 2013, 2014, 2018, 2021, 2022
- Coppa del Camerun: 3

Cotonsport Garoua: 2007, 2008, 2014
- Campionato libico: 3

Al-Ittihad: 2008, 2009, 2010
- Coppa di Libia: 2

Al-Ittihad: 2007, 2009
- Supercoppa di Libia: 3

Al-Ittihad: 2008, 2009, 2010